# Klemens ze Strzelec
Klemens ze Strzelec Wątróbka herbu Oksza (ur. ok. 1388 – zm. 1440) – wielkorządca krakowski, kasztelan sandomierski. 

## Życiorys
Pochodził ze szlacheckiej rodziny herbu Oksza, osiadłej w Strzelcach Małych, na prawym brzegu Wisły, niedaleko Uścia Solnego. Uczestniczył w Unii horodelskiej jako przedstawiciel jednego z 47 rodów polskich. Ok. roku 1414 ożenił się z Elżbietą z Marchocic. Miał z nią trzech synów i kilka córek.